# Urofollitropina
L'urofollitropina è un glicopeptide costituito da due catene aminoacidiche. La catena α contiene tra 89 e 92 aminoacidi e condivide la sua parte funzionale con altri glicopeptidi (LH, TSH e HCG). La catena β differisce per il contenuto in aminoacidi e carboidrati e definisce l'attività peculiare della glicoproteina. Le due catene sono legate fra loro mediante ponti disolfuro.
Il peso molecolare dell'urofollitropina è approssimativamente pari a 33.000 e la catena β ha un peso di 14.000. Il peso molecolare totale può variare ampiamente a causa del contenuto in carboidrati, anche se sono state isolate dalle urine circa 70 isoforme di FSH che differiscono solo leggermente nella struttura e nella sequenza aminoacidica.
L'urofollitropina è una gonadotropina che si ottiene dalle urine di donne in menopausa e che possiede attività di ormone follicolo-stimolante (FSH). Agisce direttamente sui recettori FSH, localizzati principalmente nell'ovaio e nel testicolo, influenzando così la gametogenesi e la steroidogenesi. L'urofollitropina ha una bassa attività luteinizzante (< 1%).

## Farmacocinetica
Dopo somministrazione i.m. di 150 U.I. di urofollitropina in maschi sani l'emivita è di 24,6 ore. L'urofollitropina viene ampiamente metabolizzata a livello epatico, probabilmente per rimozione dell'acido sialico, ed escreta nelle urine principalmente come metaboliti; solo una piccola quantità è escreta nelle urine in forma immodificata (7-10,2%). La clearance renale è di 0,57 ml/min e l'ormone viene eliminato completamente dopo 6 giorni.

## Usi clinici
L'ormone viene impiegato in modo simile alla menotropina nel trattamento dell'infertilità, con la differenza che, essendo privo di attività luteinizzante, è usato nelle pazienti per le quali non è richiesto un aumento dell'attività dell'ormone luteinizzante. La urofollitropina viene usata anche in associazione con le gonadotropine corioniche e talvolta anche con clomifene citrato nelle fertilizzazioni in vitro.

## Effetti collaterali ed indesiderati
Nel corso di un trattamento con urofollitropina si è osservato, in meno del 2% delle pazienti, la comparsa di alcuni effetti avversi, tra cui in particolare nausea, vomito, diarrea, dolore addominale, cefalea e tensione mammaria.

Talvolta si possono verificare reazioni febbrili, stanchezza, dolore nel sito di iniezione ed effetti dermatologici come secchezza cutanea, eruzioni, orticaria e alopecia.

Raramente si sono verificati decessi per "sindrome da iperstimolazione", le cui principali manifestazioni cliniche sono ingrossamento delle ovaie, distensione addominale, aumento di peso, ascite, versamento pleurico, squilibrio elettrolitico, ipovolemia, ipotensione e oliguria. Il problema alla base della sindrome è rappresentato dal drenaggio di liquidi dal circolo sistemico alla cavità addominale, la cui causa non è nota e il cui trattamento è solo sintomatico.

## Controindicazioni
L'urofollitropina è controindicata nelle donne affette da disgenesie ovariche, assenza di follicoli o presenza di cisti ovariche.

## Dosi terapeutiche
Ciascuna fiala di urofollitropina contiene una polvere liofilizzata bianca che deve essere ricostituita con soluzione fisiologica prima della somministrazione. Nel trattamento dell'infertilità l'urofollitropina viene somministrata per via intramuscolare con dosaggio variabile in base alla risposta del singolo soggetto.
In genere si somministra una dose di urofollitropina che fornisce 75-150 U.I. di FSH al giorno o 225-375U.I. di FSH a giorni alterni.
Una volta raggiungiunta la risposta terapeutica (rilevata mediante monitoraggio degli estrogeni o visualizzazione dei follicoli con ultrasuoni) si somministra gonadotropina corionica. 
La somministrazione di urofollitropina deve essere sospesa se dopo tre settimane di terapia non si ottiene l'effetto voluto. Il trattamento può comunque essere ripetuto in cicli successivi.

Quando l'urofollitropina viene somministrata in associazione, possono essere usati due schemi terapeutici.
- Schema 1: è previsto l'impiego di 100 mg di clomifene citrato al 2º e al 6º giorno del ciclo mestruale e la somministrazione di una dose di urofollitropina che fornisce 150-225 U.I. di FSH al giorno a partire dal 5º giorno del ciclo mestruale fino a maturazione del follicolo.
- Schema 2: è previsto l'impiego di 100 mg di clomifene citrato al 2º e al 6º giorno del ciclo mestruale e la somministrazione della stessa dose di urofollitropina (150-225 U.I.), ma a partire dal 2º-3º giorno del ciclo mestruale adattando in seguito il dosaggio in base alla risposta terapeutica.[8][9][10] In entrambi i regimi l'ultima iniezione di urofollitropina è seguita, a distanza di 1-2 giorni, dalla somministrazione di 5000-10.000 U.I. di gonadotropina corionica.

## Avvertenze
Il trattamento con urofollitropina in donne affette da cisti ovariche può comportare un accrescimento delle stesse. Nel corso del trattamento può verificarsi un sanguinamento vaginale importante, segno di una crescita eccessivamente rapida dell'endometrio, spesso associato ad un eccesso di produzione di estrogeni indotto dall'urofollitropina.